# Lac Austral
Le lac Austral est un lac situé sur la presqu'île Jeanne d'Arc, au sud-est de la Grande Terre des îles Kerguelen dans les Terres australes et antarctiques françaises (TAAF). Il présente la particularité d'être le lac le plus au sud de l'ensemble de l'archipel et de facto du territoire français dans sa globalité.

## Géographie

### Situation
Le lac Austral est situé à l'extrémité sud-est de la Grande Terre sur la presqu'île Jeanne d'Arc, à 3,6 km au nord-est du cap du Challenger, le point le plus au sud des îles principales des Kerguelen.
Ovoïde, il s'étend sur 405 m de longueur et 240 m de largeur maximales pour environ 6,9 ha de superficie et est situé à environ 400 m d'altitude, au-dessus du val du Levant, sur le plateau au sommet de la falaise des Pétrels Noirs. Alimenté par les eaux de ruissellement et de fonte des neiges du plateau qui le surplombe, le lac Austral se déverse directement au nord-est par son exutoire en cascade dans l'anse de l'Antarctic de la baie de l'À-Pic.

### Toponymie
Le lac Austral doit son nom – attribué en 1967 par la commission de toponymie des îles Kerguelen – à son caractère de lac le plus au sud de tout l'archipel.